# Église Saint-Michel de Boljev Dol
Pour les articles homonymes, voir Église Saint-Michel.
L'église Saint-Michel de Boljev Dol (en serbe cyrillique : Црква светог Архангела Михаила у селу Бољев Дол ; en serbe latin : Crkva svetog Arhangela Mihaila u selu Boljev Dol) est une église orthodoxe située à Boljev Dol, dans la municipalité de Dimitrovgrad et dans le district de Pirot en Serbie. Elle est inscrite sur la liste des monuments culturels protégés de la république de Serbie (no SK 1055),.

## Présentation
À l'intérieur, les murs orientaux et méridionaux conservent des fresques peintes entre le XVIIe siècle et le XIXe siècle.

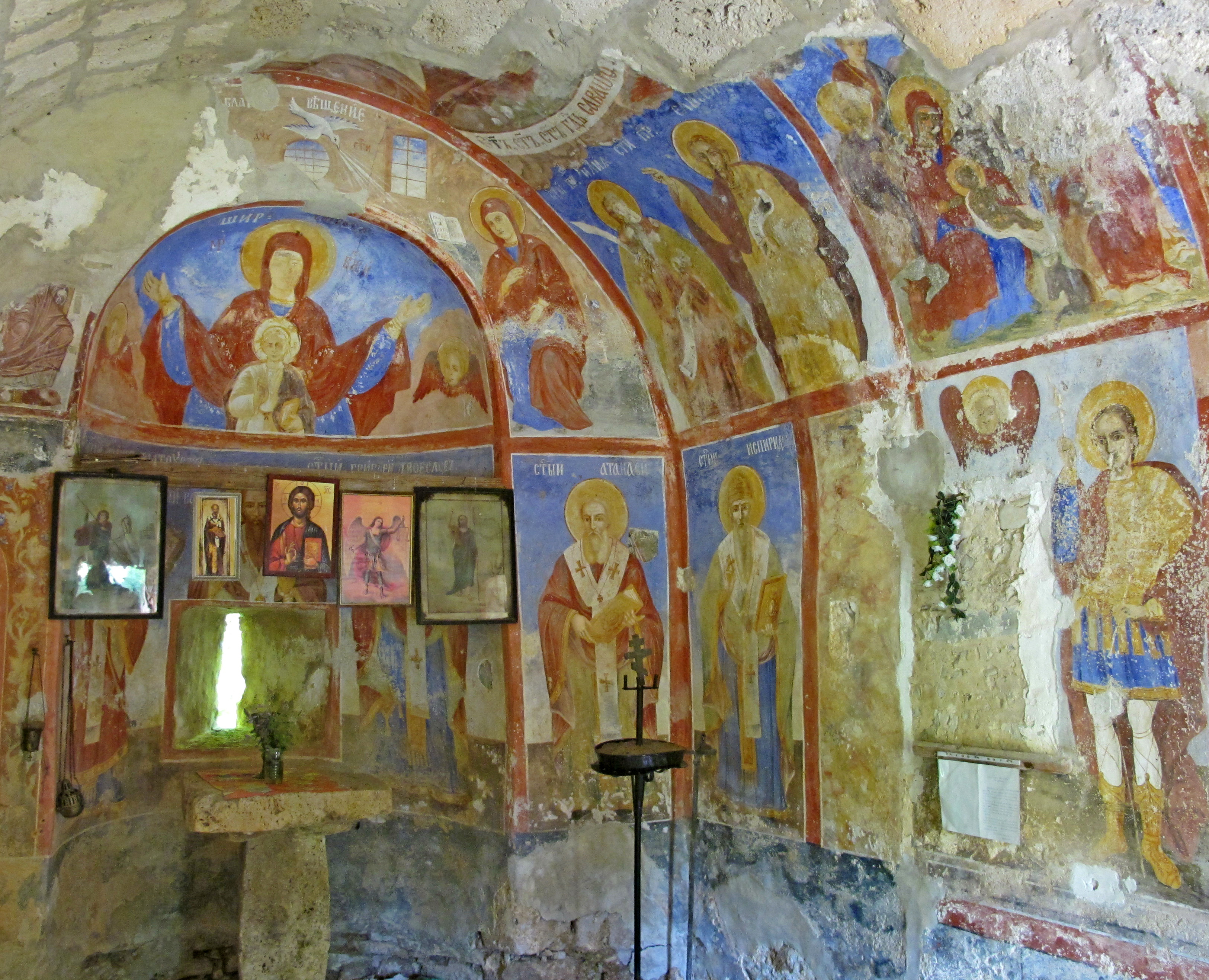
Les fresques de l'église.